# آندره چووا
آندره چووا (انگلیسی: André Cheuva؛ ۳۰ مه ۱۹۰۸ – ۵ فوریهٔ ۱۹۸۹) بازیکن فوتبال و مربی فوتبال اهل فرانسه بود.
از باشگاه‌هایی که در آن بازی کرده‌است می‌توان به باشگاه فوتبال لیل، اشاره کرد.
وی همچنین در تیم ملی فوتبال فرانسه بازی کرده‌است.